# Jennifer Russell
Pour les articles homonymes, voir Russell.
Ne pas confondre avec Joanne Russell-Longdon, également joueuse de tennis.
Jennifer Russell Embry (née Embry le 7 août 1978) est une joueuse de tennis américaine, professionnelle depuis la fin des années 1990 environ. 
Elle a atteint le 319e rang mondial en simple le 28 mai 2001 et le 41e en double le 7 novembre 2005.
Depuis 2004, elle se consacre exclusivement aux épreuves de double.
Pendant sa carrière, elle a remporté un titre WTA en double.
Jennifer Embry a épousé Jeff Russell le 1er mai 2004.

## Palmarès

### Titre en double dames
| No | Date       | Nom et lieu du tournoi      | Catégorie | Dotation  | Surface         | Partenaire      | Finalistes                           | Score    |          |
| -- | ---------- | --------------------------- | --------- | --------- | --------------- | --------------- | ------------------------------------ | -------- | -------- |
| 1  | 27-09-2004 | Gaz de France Stars Hasselt | Tier III  | 170 000 $ | Moquette (int.) | Mara Santangelo | Nuria Llagostera Vives Marta Marrero | 6-3, 7-5 | Parcours |

### Finale en double dames
| No | Date       | Nom et lieu du tournoi | Catégorie | Dotation  | Surface      | Vainqueures                    | Partenaire       | Score    |          |
| -- | ---------- | ---------------------- | --------- | --------- | ------------ | ------------------------------ | ---------------- | -------- | -------- |
| 1  | 06-06-2005 | DFS Classic Birmingham | Tier III  | 200 000 $ | Gazon (ext.) | Daniela Hantuchová Ai Sugiyama | Eléni Daniilídou | 6-2, 6-3 | Parcours |

## Parcours en Grand Chelem

### En simple
N'a jamais participé à un tableau final.

### En double dames
| Année | Open d'Australie              | Open d'Australie         | Internationaux de France      | Internationaux de France  | Wimbledon                    | Wimbledon                   | US Open                       | US Open                   |
| ----- | ----------------------------- | ------------------------ | ----------------------------- | ------------------------- | ---------------------------- | --------------------------- | ----------------------------- | ------------------------- |
| 2001  | -                             | -                        | -                             | -                         | 1er tour (1/32) A. Augustus  | L. Courtois Krasnoroutskaïa | 1er tour (1/32) A. Spears     | V. Ruano Paola Suárez     |
| 2002  | 1er tour (1/32) A. Augustus   | V. Ruano Paola Suárez    | 2e tour (1/16) A. Augustus    | Alicia Molik Magüi Serna  | 1er tour (1/32) A. Augustus  | J. Kostanić H. Nagyová      | 2e tour (1/16) A. Augustus    | Kulikovskaya E. Sysoeva   |
| 2003  | -                             | -                        | 1er tour (1/32) A. Augustus   | E. Gagliardi P. Schnyder  | 1er tour (1/32) A. Augustus  | Els Callens Meilen Tu       | 1er tour (1/32) J. Hopkins    | A. Cargill C. Wheeler     |
| 2004  | 1er tour (1/32) M. Washington | María Vento A. Widjaja   | 2e tour (1/16) M. Santangelo  | V. Ruano Paola Suárez     | 3e tour (1/8) M. Santangelo  | Navrátilová Lisa Raymond    | 1er tour (1/32) M. Santangelo | E. Dementieva Ai Sugiyama |
| 2005  | 1/4 de finale M. Santangelo   | Navrátilová M. Paštiková | 1er tour (1/32) M. Santangelo | D. Hantuchová Ai Sugiyama | 2e tour (1/16) M. Santangelo | Anabel Medina Dinara Safina | 1er tour (1/32) E. Daniilídou | Lisa Raymond S. Stosur    |
| 2006  | 1er tour (1/32) Tina Križan   | E. Gagliardi K. Šprem    | -                             | -                         | -                            | -                           | -                             | -                         |

Sous le résultat, la partenaire ; à droite, l’ultime équipe adverse.

### En double mixte
| Année | Open d'Australie | Open d'Australie | Internationaux de France | Internationaux de France | Wimbledon                  | Wimbledon                   | US Open | US Open |
| ----- | ---------------- | ---------------- | ------------------------ | ------------------------ | -------------------------- | --------------------------- | ------- | ------- |
| 2003  | -                | -                | -                        | -                        | 2e tour (1/16) J. Erlich   | D. Hantuchová Kevin Ullyett | -       | -       |
| 2005  | -                | -                | -                        | -                        | 1er tour (1/32) Jim Thomas | J. Janković Cyril Suk       | -       | -       |

Sous le résultat, le partenaire ; à droite, l’ultime équipe adverse.

## Classements WTA en fin de saison

### En simple
| Année | 2000 | 2001 | 2002 | 2003 |
| Rang  | 399  | 353  | 472  | 649  |

Source : (en) « Classements de Jennifer Russell », sur le site officiel du WTA Tour

### En double
| Année | 2000 | 2001 | 2002 | 2003 | 2004 | 2005 | 2006 |
| Rang  | 269  | 129  | 92   | 107  | 73   | 41   | 366  |

Source : (en) « Classements de Jennifer Russell », sur le site officiel du WTA Tour